# Bab el web
Pour plus de détails, voir Fiche technique et Distribution.
Bab el web est une comédie franco-algérienne de Merzak Allouache, sorti en 2005. Il a été tourné à Alger (Algérie) et à Paris (France).

## Synopsis
Cette comédie raconte un épisode de la vie de deux frères Kamel et Bouzid. Ces deux jeunes vivent de combines et habitent le quartier populaire d'Alger Bab El-Oued. De leur appartement, ils peuvent voir la mer à la suite de l'écroulement d'un immeuble causé par des inondations. Kamel est un garçon plutôt solitaire et taciturne. Il a pour ami un bélier nommé Japonais faisant de combats de béliers. Bouzid au contraire est d'un caractère plus jovial et est passionné de la toile... Un jour, Laurence, sa correspondante de chat d'origine française, lui annonce qu'elle accepte de venir le rejoindre à Alger, au nom de l'hospitalité. Dès qu'ils apprennent la venue de cette dernière, ils s'endettent auprès d'un parrain local. Tout change alors pour ces deux jeunes.

## Fiche technique
- Réalisation : Merzak Allouache
- Musique : DJ Abdel et Valmont
- Décors : Sylvie Deldon
- Costumes : Laurence Struz
- Photo : Antoine Roch
- Montage : Sylvie Gadmer
- Producteur : Pierre Benque
- Pays de production :  France
- Langue : français
- Budget : 3 060 000€ [1]
- Format : couleur - 35 mm - 2.35 : 1 - Cinemascope
- Date de sortie : 
  - France : 16 mars 2005

## Distribution
- Samy Naceri : Kamel
- Faudel : Bouzid
- Julie Gayet : Laurence
- Hacène Benzerari : Hadj-Patte Folle
- Boualem Bennani : Tchouch
- Bakhta Benouis : Femme accidentée
- Yacine Mesbah : Hadj Miloud
- Farida Saboundji : La mère
- Sofia Nouacer : Zouina
- Mohamed Ourdache : Oncle Saïd
- Faouzi Saichi B :  Le présentateur
- Naïme Haïne : Loanna
- Gad Elmaleh : L'humoriste
- Aytl Jensen : Jeune internant
- Booder : Figuration, un client du bar